# Åkes Flickor
Åkes Flickor är en humorgrupp baserad i Stockholm, bestående av Paulinne Arpi, Susanna Ringblom, Lisa Lexfors, Nathalie Westerlund, Nathalie Söderqvist och Frida Sundström. De träffades under en tv-inspelning och började sedan skriva manus ihop. Våren 2007 satte de upp krogshowen "Vad hände med Ulla?" på Mosebacke Etablissement och hösten 2007 och våren 2008 satte de upp "Vissa människor är också människor" i regi av Walter Söderlund, även den spelades på Mosebacke.